# Phragmatobia tancrei
Phragmatobia tancrei är en fjärilsart som beskrevs av Otto Staudinger 1887. Phragmatobia tancrei ingår i släktet Phragmatobia och familjen björnspinnare. Inga underarter finns listade i Catalogue of Life.